# Pachycerianthus magnus
Espèce
Pachycerianthus magnus est une espèce de la famille des Cerianthidae.

## Systématique
Le nom valide complet (avec auteur) de ce taxon est Pachycerianthus magnus (Nakamoto, 1919).
L'espèce a été initialement classée dans le genre Cerianthus sous le protonyme Cerianthus magnus Nakamoto, 1919.
Pachycerianthus magnus a pour synonyme :
- Cerianthus magnus Nakamoto, 1919